# Stożkówka mięsnoczerwona
Stożkówka mięsnoczerwona (Conocybe fragilis (Peck) Singer) – gatunek grzybów z rodziny gnojankowatych (Bolbitiaceae).

## Systematyka i nazewnictwo
Pozycja w klasyfikacji według Index Fungorum: Conocybe, Bolbitiaceae, Agaricales, Agaricomycetidae, Agaricomycetes, Agaricomycotina, Basidiomycota, Fungi.
Po raz pierwszy opisał go w 1897 roku Charles Horton Peck, nadając mu nazwę Galera fragilis. W 1950 Rolf Singer przeniósł go do rodzaju Conocybe. Synonimy:
- Conocybe siliginea var. fragilis (Peck) Kühner 1935
- Galera fragilis Peck 1897
- Galerula fragilis (Peck) Murrill 1917

Polską nazwę zarekomendował Władysław Wojewoda w 2003 roku.

## Występowanie i siedlisko
Podano stanowiska stożkówki mięsnoczerwonej w Europie, Ameryce Północnej i Japonii. W Polsce do 2003 roku jedyne stanowisko podał Stanisław Domański na obrzeżu bukowego lasu w Świętokrzyskim Parku Narodowym.
Naziemny grzyb saprotroficzny.